# Viktor Ivanovič Malcev
Viktor Ivanovič Malcev (rusky Ви́ктор Ива́нович Ма́льцев), (narozen 25. dubna 1895 ve městě Gus-Chrustalnyj, Ruské impérium - zemřel 1. srpna 1946 v Moskvě, SSSR), byl ruský válečný pilot a velitel vzdušných sil KONR.

## Služba v DRRA
Narodil se v rodině chudého rolníka. Po Říjnové revoluci pak v roce 1918 vstoupil do Dělnicko-rolnické Rudé armády (DRRA). V roce 1919 absolvoval Jegorjevskou leteckou školu pro vojenské piloty. V řadách DRRA také bojoval v Ruské občanské válce. 
Po ukončení občanské války se stal jedním z instruktorů na Jegorjevské letecké škole, kde spolupracoval s letcem Čkalovem. V letech 1925 - 1927 byl náčelníkem centrálního letiště u Moskvy. Od roku 1931 byl velitelem letectva Sibiřského vojenského okruhu. Poté byl vyřazen do zálohy. V roce 1937 byl jmenován vedoucím oddělení civilního letectva v Zakavkazsku.
Již v roce 1918 se stal členem VKS(b), ale v roce 1921 z ní byl vyloučen za podezření z příbuzenství s velkopodnikatelem Malcevem. Toto podezření se sice nepotvrdilo, proto byl v roce 1925 znovu přijat do Strany, ale bylo později podnětem k jeho uvěznění v době probíhající ježovštiny. 
11. března 1938 byl zatčen GPU na základě obvinění z protisovětského spiknutí. Ve vazbě byl vystaven zostřeným výslechům, ale svou vinu nepřiznal. 5. září 1939 byl propuštěn a rehabilitován.  Po propuštění pracoval od prosince 1939 jako ředitel sanatoria Aeroflotu na Krymu. Členství ve VKS(b) mu bylo obnoveno v roce 1940.

## Služba v ROA
Po obsazení Jalty německou armádou v listopadu 1941, po zkušenostech se sovětským pojetím spravedlnosti, nabídl své služby Němcům a deklaroval svou touhu bojovat s bolševismem. Němcům však odmítl udat sovětské stranické pracovníky, kteří zůstali ve městě. Německé velení reprezentované generálem Hellmichem mu na podzim roku 1941 nabídlo spolupráci v rámci Luftwaffe, kterou odmítl.  
V březnu 1942 se stal starostou v Jaltě. Němci ho z funkce odvolali z důvodu jeho dřívějšího členství ve VKS(b). Od září 1942 pracoval jako soudce. Od prosince 1942 se podílel na formování protisovětských jednotek.  
Je autorem knihy "GPU- na běžícím páse" (rusky Конвейер ГПУ), která vyšla v roce 1942 v nákladu 50 000 výtisků, kde Malcev popisuje svoje zkušenosti s vyšetřovacími metodami sovětských bezpečnostních složek. Kniha byla aktivně využívána německou propagandou. 
K vojenské spolupráci s Němci ho získal podplukovník generálního štábu G. Holters. Když byla vytvořena ruská letecká skupina, převzal její velení. Osobně objížděl zajatecké tábory a vyhledával pro ni zajaté sovětské letce. V říjnu 1943 byla jeho letecká jednotka soustředěna u tábora poblíž města Suwałki. Po přeškolení na německé stroje byli nasazováni na přelétávání strojů z továren na polní letiště, vozili výsadkáře do sovětského týlu a shazovali protibolševické letáky. V sestavě skupiny Východ (německy Ostland) v rámci Luftflotte 1 jeho letci bojovali proti partyzánům. Po dobrých zkušenostech je Němci vybavili trofejními sovětskými stroji. 
Malcevovo jméno bylo hojně využíváno německou propagandou, a proto mu bylo umožněno v roce 1944 mluvit v rozhlase a pronášet projevy v zajateckých táborech, kde se snažil přesvědčit bývalé sovětské vojáky ke spolupráci s Němci. Spolupracoval také s hnutím generála Vlasova, ve kterém zastával funkci velitele vzdušných sil. Pod jeho velením se od podzimu 1944 v Chebu formovaly vzdušné síly KONR ze sovětských zajatců ochotných bojovat na německé straně. 
2. února 1945 rozkazem říššského maršála Göringa došlo k vyčlenění leteckých sil KONR ze svazku Luftwaffe. Pod jeho velením tak vznikla stíhací letka s šestnácti Bf 109, bombardovací letka s dvanácti Ju 87, průzkumná letka s Fi 156 a jedním Me 262, dopravní letka s Ju 52 a doplňovací letka s třinácti různými stroji. Jeho letci nosili carskou trikoloru a letadla byla označena vlajkou se svatoondřejským křížem v bílém poli. Velitelská místa obsadili mimo jiné také zajatí Hrdinové Sovětského svazu Bronislav Antilevskij a Semjon Byčkov. Mateřská základna byla umístěna poblíž města Německý Brod.
Jeho stíhači aktivně zasáhli do bojů se sovětskou armádou na řece Odře u Frankfurtu nad Odrou. Na konci války generálu Vlasovovi nabízel odlet do exilu do Španělska, aby nepadl do rukou sovětských úřadů a hnutí mohlo pokračovat i po válce. Vlasov tuto nabídku odmítl.
Dne 30. dubna 1945 se spolu se svými podřízenými vzdal představitelům 3. americké armády a byl držen v amerických zajateckých táborech v Německu a ve Francii (Cherbourg). V srpnu 1945 byl spolu s dalšími veliteli KONR předán do rukou sovětských úřadu na základě Jaltské dohody. 

## Soud a poprava
Při předání do rukou sovětů v srpnu 1945 se neúspěšně pokusil o sebevraždu podříznutím hrdla, ale byl zachráněn díky rychlému převozu do nemocnice. Byl držen ve Věznici Butyrka v Moskvě, kde se ve vězeňské nemocnici zotavoval ze zranění, která si způsobil. Po neveřejném procesu před Vojenským kolegiem Nejvyššího soudu SSSR, ve kterém Malcev přiznal svou vinu, byl v roce 1946 odsouzen za vlastizradu, zbaven vojenských hodností a státních vyznamenání SSSR. 
Dne 1. srpna 1946 byl popraven oběšením. Jeho ostatky byly zpopelněny a pohřbeny v bezejmenném hrobě Donského kláštera.